# Dieter Van Besien
Dieter Van Besien (Bonheiden, 19 maart 1969) is een Belgisch politicus voor de partij Groen.

## Levensloop
Dieter Van Besien was lang actief bij de jeugdbeweging Chiro en zetelde jarenlang in de Jeugdraad van Haacht. Van Besien maakte deel van de gewestleiding en was een actief lid van de commissie jeugdbeleid van Chiro Nationaal. Bovendien was hij tien jaar lang volwassen begeleider bij de Chiro van Haacht. 
Van Besien, die een masterdiploma in informatica en een postgraduaat in antropologie behaalde, werkte van 1994 tot 2019 bij de Amerikaanse multinational IBM, actief in de informaticasector. Van 1994 tot 1996 was hij bediende op de klantendienst en de commerciële dienst, van 1996 tot 2004 voorverkoper van software, van 2004 tot 2008 software- en IT-architect op de technische dienst en van 2008 tot 2012 manager van deze afdeling en van 2012 tot 2019 opslagplaatsmanager voor de Benelux.
Sinds januari 2013 is Dieter Van Besien gemeenteraadslid in Haacht, en van 2016 tot 2018 was hij er schepen van senioren, sport, milieu en ICT. Ook was hij van 2017 tot 2020 voorzitter van de provinciale Groen-afdeling in Vlaams-Brabant.
Bij de federale verkiezingen van 26 mei 2019 raakte Dieter Van Besien verkozen in de Kamer van volksvertegenwoordigers. In het federaal parlement ging Van Besien werken rond de dossiers in de commissie financiën en begroting en lag hij mee aan de basis van de vergroening van de bedrijfswagens.
Verder nam hij mee initiatief voor het afschaffen van de woonbonus op de tweede en verdere woning, en van het verminderen van de fiscale voordelen van professionele sporters en professionele sportclubs. Vanaf mei 2022 volgde Van Besien ook het thema pensioenen op.
Bij de verkiezingen van 9 juni 2024 werd Dieter Van Besien als federaal lijsttrekker voor Groen in de provincie Vlaams-Brabant opnieuw verkozen in de Kamer. Hij bleef actief in de commissie Financiën en Begroting en werd plaatsvervanger in de commissies Economie, Consumentenbescherming en Digitale Agenda en Werk, Sociale Zaken en Pensioenen.

## Familie
Zijn jongere broer Wouter Van Besien werd ook politiek actief: hij was van 2009 tot 2014 nationaal voorzitter van Groen en van 2014 tot 2019 Vlaams Parlementslid.